# Talang Pauh
Talang Pauh is een bestuurslaag in het regentschap Bengkulu Tengah van de provincie Bengkulu, Indonesië. Talang Pauh telt 1522 inwoners (volkstelling 2010).